# Bolszoj Karaman
Bolszoj Karaman (ros. Большой Караман) – rzeka w południowej Rosji przeduralskiej (obwód saratowski), lewy dopływ Wołgi w zlewisku Morza Kaspijskiego. Długość – 198 km, powierzchnia zlewni – 4260 km². W najwyższym stanie wody wiosną sięga 220 km długości i jest żeglowny. Latem wysycha w górnym biegu. Reżim śnieżny z zasilaniem gruntowym.
Źródła na zachodnim krańcu Wielkiego Syrtu. Płynie na zachód i uchodzi do Zbiornika Wołgogradzkiego na Wołdze, powyżej Engelsa.